# François Chauche
François Chauche, né le 4 septembre 1951 à Dijon et vivant à Aubenas, est un pilote de rallyes français.

## Biographie

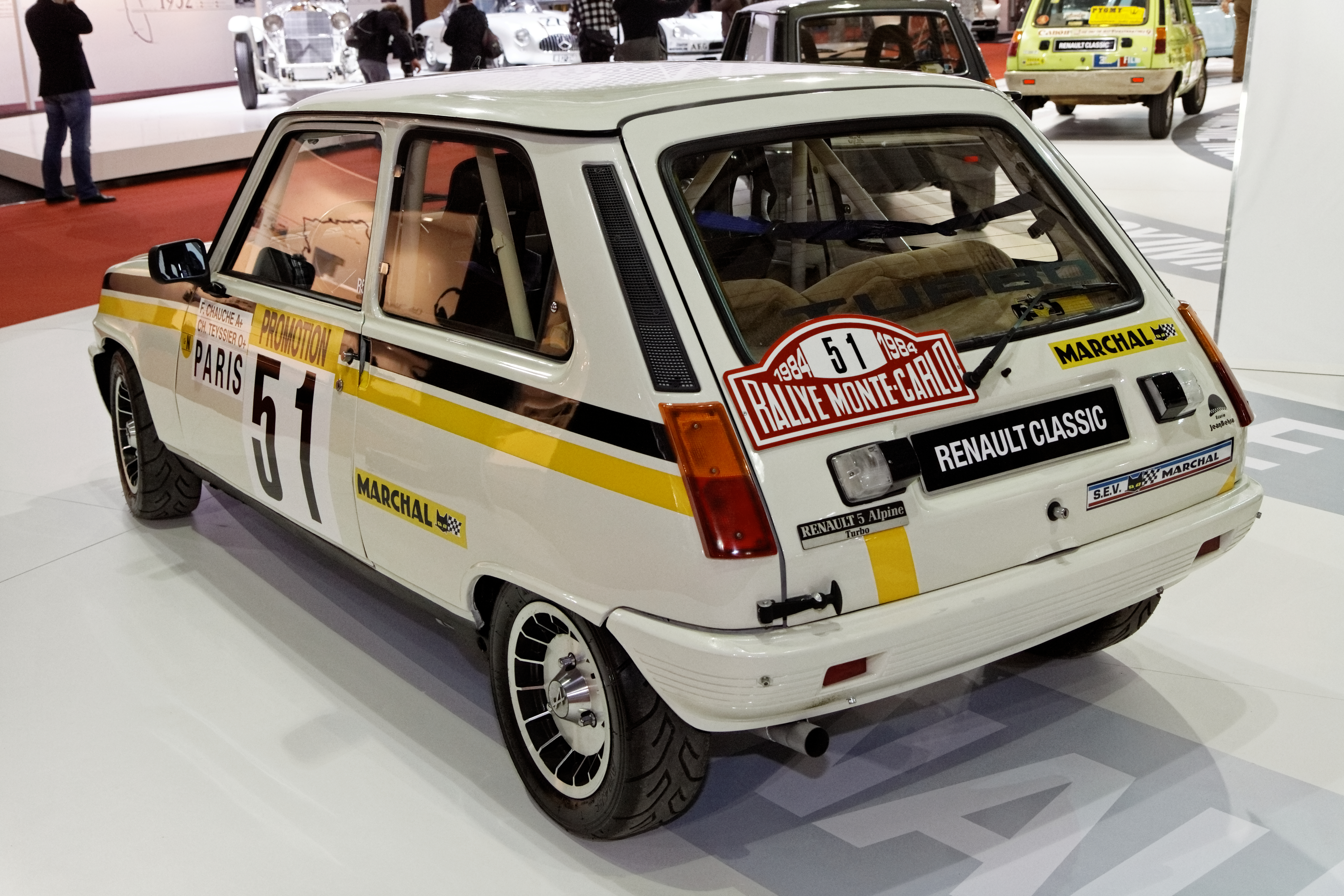
La Renault Alpine Turbo de François Chauche et Christian Teyssier au Monte-Carlo 1984.

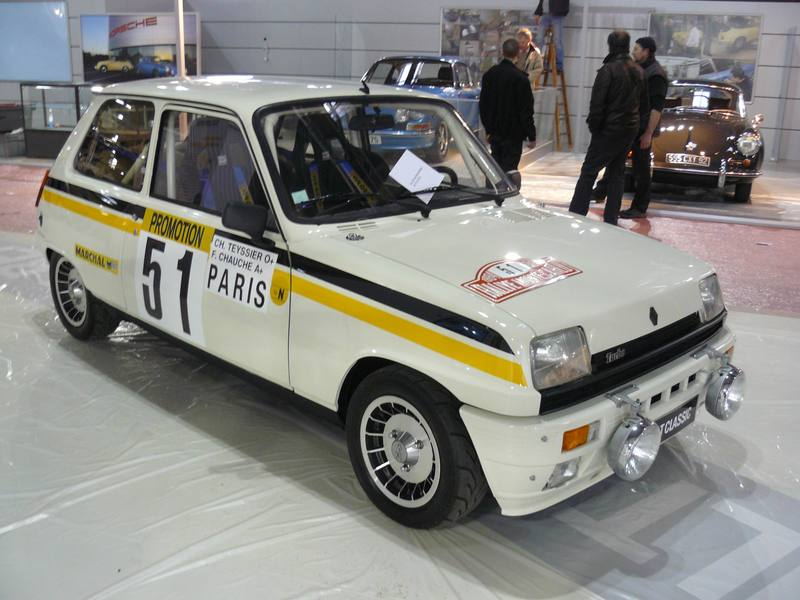
La même de face (Groupe N).

Il fait ses débuts en sport automobile en 1978, en participant au Volant Elf sur le Circuit Paul-Ricard (finaliste), encouragé alors par Ken Tyrrell.
Il participe à onze épreuves comptant pour le WRC de 1979 (rallye du Portugal sur Peugeot 104 ZS) à 1988 (tour de Corse sur Lancia Delta Integrale): meilleur résultat une 6e place au rallye Monte-Carlo en 1988 -et vainqueur de classe, 1er du Groupe N-, sur BMW 325iX du team BMW Motul, avec pour copilote Thierry Barjou, terminant la même année 6e du championnat P-WRC.
Il participe au championnat de France des rallyes Terre dès sa création en 1979, et y remporte de nombreuses courses, notamment:
- le Rallye Terre du Diois en 1980 (avec Philippe Thomas sur Peugeot 104 ZS), 1985 (avec Th. Barjou sur Citroën Visa 1000 pistes), et 1997 (avec Philippe Guellerin sur Ford Escort RS Cosworth);
- le Rallye Terre de Provence en 1980 (avec Ph. Thomas sur Peugeot 104 ZS), 1985 (avec Th. Barjou sur Citroën Visa 1000 pistes), et 1997 (avec Ph. Guellerin sur Ford Escort RS Cosworth);
- le Rallye Terre du Quercy en 1981 et 1982 (sur Peugeot 104 ZS);
- la Ronde de la Première Terre en 1981;
- le Rallye Terre du Désert en 1981;
- le Rallye Terre des Cardabelles en 1985 (copilote Th. Barjou, sur Citroën Visa 1000 pistes), 1996 (copilote  Philippe Guellerin, sur Lancia Delta), et 1997 (copilote Ph. Guellerin, sur Ford Escort RS Cosworth);
- le Rallye Terre des Charentes en 1985;
- le Rallye Terre de Vaucluse en 1996 (avec Ph. Guellerin sur Lancia Delta);
- le Rallye Terre de l’Auxerrois en 1997 (avec Ph. Guellerin sur Ford Escort RS Cosworth);

En 1982 (sur Peugeot 104 ZS), 1987 et 1988 (sur Citroën AX Sport), il remporte par trois fois la Ronde Hivernale sur Glace de Serre Chevalier.
En 1987  (avec Bernard Béguin), 1990, et 1991 (sur BMW 325iX, alors associé à Jean-Pierre Malcher), il remporte aussi par trois fois les 24 Heures sur Glace de Chamonix.
Il possède à son actif un total de six victoires et un titre dans le Trophée Andros.
Il gère désormais son garage automobile, orienté vers la réparation de pneumatiques.

## Titres
- Triple champion du France des rallyes Terre, en 1985 (sur Citroën Visa 1000 pistes), 1996 (sur Lancia Delta HF Integrale), et 1997 (sur Ford Escort RS Cosworth).
- Vainqueur du Trophée Andros 1994 avec Mega.